# 7590 Aterui
7590 Aterui è un asteroide della fascia principale. Scoperto nel 1992, presenta un'orbita caratterizzata da un semiasse maggiore pari a 2,2248349 UA e da un'eccentricità di 0,0952542, inclinata di 6,37888° rispetto all'eclittica.